# Pallavaram
Pallavaram (tamil: பல்லாவரம்) es una ciudad del estado indio de Tamil Nadu, perteneciente al distrito de Chengalpattu.
En 2011, el municipio que forma la ciudad tenía una población de 215 417 habitantes. Es sede de un taluk dentro del distrito desde 2015, cuando se separó del taluk de Alandur.
Se considera una de las localidades más antiguas del estado, como consecuencia de las investigaciones llevadas a cabo por el arqueólogo británico Robert Bruce Foote en 1863, en las que se hallaron numerosos objetos del Paleolítico. La actual localidad fue desarrollada a partir del siglo VII por la dinastía Pallava, cuando el rey Mahendravarman I fijó aquí un asentamiento llamado "Arshad". El pueblo formaba parte del Imperio mogol hasta el siglo XVII, cuando los portugueses lo convirtieron en una finca dependiente de la basílica de Santo Tomás. En el siglo XVIII fue cedida a la Compañía Británica de las Indias Orientales. Desde mediados del siglo XX, la localidad ha crecido notablemente como parte del área metropolitana de la capital estatal Chennai.
Se ubica en la zona suroccidental del área metropolitana de la capital estatal Chennai, inmediatamente al sur del Aeropuerto Internacional de Chennai.